# Phòng thủ Philidor
Phòng thủ Philidor là một khai cuộc trong cờ vua bắt đầu bởi các nước như sau:
1.e4 e5
2.Mf3 d6
Khai cuộc này được đặt theo tên của một kỳ thủ nổi tiếng ở thế kỷ 18 là François-André Danican Philidor, người chủ trương đưa ra một sự thay thế cho nước cờ phổ biến 2...Mc6. Ý tưởng ban đầu của ông là dọa thách thức trung tâm của Trắng sau đó bằng nước f7-f5.
Ngày nay, Phòng thủ Philidor được đánh giá là một sự lựa chọn chắc chắn nhưng thụ động cho Đen, và hiếm khi thấy trong những ván đầu của các Đại kiện tướng hàng đầu.
Mã ECO của Phòng thủ Philidor là C41

## Việc sử dụng
Phòng thủ Philidor từng được sử dụng trong một ván đấu rất nổi tiếng có tên là "Opera Box game". Ván đấu này diễn ra vào năm 1858 giữa kiện tướng người Mỹ Paul Morphy và hai người chơi nghiệp dư có trình độ cao, đó là công tước Duke Karl of Brunswick người Đức và nhà quý tộc Count Isouard người Pháp. Ván đấu tiếp tục với các nước 3.d4 Bg4, một diễn biến sai lệch so với tiêu chuẩn hiện đại ngày nay.

## Diễn biến tiếp theo với 3.d4
Với 3.d4 Trắng ngay lập tức thách thức Đen trong trung tâm. Trong tình thế này, Đen có một vài lựa chọn.

### 3...exd4
Câu trả lời phổ biến nhất của Đen là 3...exd4 để giảm áp lực trung tâm. Sau các nước 4. Mxd4 Mf6 5. Mc3, Đen sẽ tiếp tục bằng...Te7 rồi đến...0-0 (Biến Antoshin trong Phòng thủ Philidor) và có được một thế trận phòng thủ vững chắc.
Trong diễn biến này Đen cũng có thể phát triển Tượng lên g7 (fianchetto), mặc dù cách chơi này là không phổ biến. Bent Larsen từng cố gắng thử nghiệm phương án này trong vài ván đấu, trong đó có một ván hòa với Mikhail Tal vào năm 1969.
Thay vì chơi 4.Mxd4, Trắng cũng có thể chơi 4. Hxd4. Paul Morphy hay ưa chuộng phương án này, với dự định tiếp theo sẽ là 4... Mc6 5. Tb5 Td7 6. Txc6 Txc6 7. Mc3 Mf6 8. Tg5 rồi đến 0-0-0. Diễn biến này được sử dụng trong nhiều ván đấu hồi thế kỷ 19.

### Phương án Hanham
|   | a | b | c | d | e | f | g | h |   |
| 8 | a8 black rook · c8 black bishop · d8 black queen · f8 black rook · g8 black king · a7 black pawn · b7 black pawn · d7 black knight · e7 black bishop · f7 black pawn · g7 black pawn · h7 black pawn · c6 black pawn · d6 black pawn · f6 black knight · e5 black pawn · a4 white pawn · c4 white bishop · d4 white pawn · e4 white pawn · c3 white knight · f3 white knight · b2 white pawn · c2 white pawn · f2 white pawn · g2 white pawn · h2 white pawn · a1 white rook · c1 white bishop · d1 white queen · f1 white rook · g1 white king | a8 black rook · c8 black bishop · d8 black queen · f8 black rook · g8 black king · a7 black pawn · b7 black pawn · d7 black knight · e7 black bishop · f7 black pawn · g7 black pawn · h7 black pawn · c6 black pawn · d6 black pawn · f6 black knight · e5 black pawn · a4 white pawn · c4 white bishop · d4 white pawn · e4 white pawn · c3 white knight · f3 white knight · b2 white pawn · c2 white pawn · f2 white pawn · g2 white pawn · h2 white pawn · a1 white rook · c1 white bishop · d1 white queen · f1 white rook · g1 white king | a8 black rook · c8 black bishop · d8 black queen · f8 black rook · g8 black king · a7 black pawn · b7 black pawn · d7 black knight · e7 black bishop · f7 black pawn · g7 black pawn · h7 black pawn · c6 black pawn · d6 black pawn · f6 black knight · e5 black pawn · a4 white pawn · c4 white bishop · d4 white pawn · e4 white pawn · c3 white knight · f3 white knight · b2 white pawn · c2 white pawn · f2 white pawn · g2 white pawn · h2 white pawn · a1 white rook · c1 white bishop · d1 white queen · f1 white rook · g1 white king | a8 black rook · c8 black bishop · d8 black queen · f8 black rook · g8 black king · a7 black pawn · b7 black pawn · d7 black knight · e7 black bishop · f7 black pawn · g7 black pawn · h7 black pawn · c6 black pawn · d6 black pawn · f6 black knight · e5 black pawn · a4 white pawn · c4 white bishop · d4 white pawn · e4 white pawn · c3 white knight · f3 white knight · b2 white pawn · c2 white pawn · f2 white pawn · g2 white pawn · h2 white pawn · a1 white rook · c1 white bishop · d1 white queen · f1 white rook · g1 white king | a8 black rook · c8 black bishop · d8 black queen · f8 black rook · g8 black king · a7 black pawn · b7 black pawn · d7 black knight · e7 black bishop · f7 black pawn · g7 black pawn · h7 black pawn · c6 black pawn · d6 black pawn · f6 black knight · e5 black pawn · a4 white pawn · c4 white bishop · d4 white pawn · e4 white pawn · c3 white knight · f3 white knight · b2 white pawn · c2 white pawn · f2 white pawn · g2 white pawn · h2 white pawn · a1 white rook · c1 white bishop · d1 white queen · f1 white rook · g1 white king | a8 black rook · c8 black bishop · d8 black queen · f8 black rook · g8 black king · a7 black pawn · b7 black pawn · d7 black knight · e7 black bishop · f7 black pawn · g7 black pawn · h7 black pawn · c6 black pawn · d6 black pawn · f6 black knight · e5 black pawn · a4 white pawn · c4 white bishop · d4 white pawn · e4 white pawn · c3 white knight · f3 white knight · b2 white pawn · c2 white pawn · f2 white pawn · g2 white pawn · h2 white pawn · a1 white rook · c1 white bishop · d1 white queen · f1 white rook · g1 white king | a8 black rook · c8 black bishop · d8 black queen · f8 black rook · g8 black king · a7 black pawn · b7 black pawn · d7 black knight · e7 black bishop · f7 black pawn · g7 black pawn · h7 black pawn · c6 black pawn · d6 black pawn · f6 black knight · e5 black pawn · a4 white pawn · c4 white bishop · d4 white pawn · e4 white pawn · c3 white knight · f3 white knight · b2 white pawn · c2 white pawn · f2 white pawn · g2 white pawn · h2 white pawn · a1 white rook · c1 white bishop · d1 white queen · f1 white rook · g1 white king | a8 black rook · c8 black bishop · d8 black queen · f8 black rook · g8 black king · a7 black pawn · b7 black pawn · d7 black knight · e7 black bishop · f7 black pawn · g7 black pawn · h7 black pawn · c6 black pawn · d6 black pawn · f6 black knight · e5 black pawn · a4 white pawn · c4 white bishop · d4 white pawn · e4 white pawn · c3 white knight · f3 white knight · b2 white pawn · c2 white pawn · f2 white pawn · g2 white pawn · h2 white pawn · a1 white rook · c1 white bishop · d1 white queen · f1 white rook · g1 white king | 8 |
| 7 | a8 black rook · c8 black bishop · d8 black queen · f8 black rook · g8 black king · a7 black pawn · b7 black pawn · d7 black knight · e7 black bishop · f7 black pawn · g7 black pawn · h7 black pawn · c6 black pawn · d6 black pawn · f6 black knight · e5 black pawn · a4 white pawn · c4 white bishop · d4 white pawn · e4 white pawn · c3 white knight · f3 white knight · b2 white pawn · c2 white pawn · f2 white pawn · g2 white pawn · h2 white pawn · a1 white rook · c1 white bishop · d1 white queen · f1 white rook · g1 white king | a8 black rook · c8 black bishop · d8 black queen · f8 black rook · g8 black king · a7 black pawn · b7 black pawn · d7 black knight · e7 black bishop · f7 black pawn · g7 black pawn · h7 black pawn · c6 black pawn · d6 black pawn · f6 black knight · e5 black pawn · a4 white pawn · c4 white bishop · d4 white pawn · e4 white pawn · c3 white knight · f3 white knight · b2 white pawn · c2 white pawn · f2 white pawn · g2 white pawn · h2 white pawn · a1 white rook · c1 white bishop · d1 white queen · f1 white rook · g1 white king | a8 black rook · c8 black bishop · d8 black queen · f8 black rook · g8 black king · a7 black pawn · b7 black pawn · d7 black knight · e7 black bishop · f7 black pawn · g7 black pawn · h7 black pawn · c6 black pawn · d6 black pawn · f6 black knight · e5 black pawn · a4 white pawn · c4 white bishop · d4 white pawn · e4 white pawn · c3 white knight · f3 white knight · b2 white pawn · c2 white pawn · f2 white pawn · g2 white pawn · h2 white pawn · a1 white rook · c1 white bishop · d1 white queen · f1 white rook · g1 white king | a8 black rook · c8 black bishop · d8 black queen · f8 black rook · g8 black king · a7 black pawn · b7 black pawn · d7 black knight · e7 black bishop · f7 black pawn · g7 black pawn · h7 black pawn · c6 black pawn · d6 black pawn · f6 black knight · e5 black pawn · a4 white pawn · c4 white bishop · d4 white pawn · e4 white pawn · c3 white knight · f3 white knight · b2 white pawn · c2 white pawn · f2 white pawn · g2 white pawn · h2 white pawn · a1 white rook · c1 white bishop · d1 white queen · f1 white rook · g1 white king | a8 black rook · c8 black bishop · d8 black queen · f8 black rook · g8 black king · a7 black pawn · b7 black pawn · d7 black knight · e7 black bishop · f7 black pawn · g7 black pawn · h7 black pawn · c6 black pawn · d6 black pawn · f6 black knight · e5 black pawn · a4 white pawn · c4 white bishop · d4 white pawn · e4 white pawn · c3 white knight · f3 white knight · b2 white pawn · c2 white pawn · f2 white pawn · g2 white pawn · h2 white pawn · a1 white rook · c1 white bishop · d1 white queen · f1 white rook · g1 white king | a8 black rook · c8 black bishop · d8 black queen · f8 black rook · g8 black king · a7 black pawn · b7 black pawn · d7 black knight · e7 black bishop · f7 black pawn · g7 black pawn · h7 black pawn · c6 black pawn · d6 black pawn · f6 black knight · e5 black pawn · a4 white pawn · c4 white bishop · d4 white pawn · e4 white pawn · c3 white knight · f3 white knight · b2 white pawn · c2 white pawn · f2 white pawn · g2 white pawn · h2 white pawn · a1 white rook · c1 white bishop · d1 white queen · f1 white rook · g1 white king | a8 black rook · c8 black bishop · d8 black queen · f8 black rook · g8 black king · a7 black pawn · b7 black pawn · d7 black knight · e7 black bishop · f7 black pawn · g7 black pawn · h7 black pawn · c6 black pawn · d6 black pawn · f6 black knight · e5 black pawn · a4 white pawn · c4 white bishop · d4 white pawn · e4 white pawn · c3 white knight · f3 white knight · b2 white pawn · c2 white pawn · f2 white pawn · g2 white pawn · h2 white pawn · a1 white rook · c1 white bishop · d1 white queen · f1 white rook · g1 white king | a8 black rook · c8 black bishop · d8 black queen · f8 black rook · g8 black king · a7 black pawn · b7 black pawn · d7 black knight · e7 black bishop · f7 black pawn · g7 black pawn · h7 black pawn · c6 black pawn · d6 black pawn · f6 black knight · e5 black pawn · a4 white pawn · c4 white bishop · d4 white pawn · e4 white pawn · c3 white knight · f3 white knight · b2 white pawn · c2 white pawn · f2 white pawn · g2 white pawn · h2 white pawn · a1 white rook · c1 white bishop · d1 white queen · f1 white rook · g1 white king | 7 |
| 6 | a8 black rook · c8 black bishop · d8 black queen · f8 black rook · g8 black king · a7 black pawn · b7 black pawn · d7 black knight · e7 black bishop · f7 black pawn · g7 black pawn · h7 black pawn · c6 black pawn · d6 black pawn · f6 black knight · e5 black pawn · a4 white pawn · c4 white bishop · d4 white pawn · e4 white pawn · c3 white knight · f3 white knight · b2 white pawn · c2 white pawn · f2 white pawn · g2 white pawn · h2 white pawn · a1 white rook · c1 white bishop · d1 white queen · f1 white rook · g1 white king | a8 black rook · c8 black bishop · d8 black queen · f8 black rook · g8 black king · a7 black pawn · b7 black pawn · d7 black knight · e7 black bishop · f7 black pawn · g7 black pawn · h7 black pawn · c6 black pawn · d6 black pawn · f6 black knight · e5 black pawn · a4 white pawn · c4 white bishop · d4 white pawn · e4 white pawn · c3 white knight · f3 white knight · b2 white pawn · c2 white pawn · f2 white pawn · g2 white pawn · h2 white pawn · a1 white rook · c1 white bishop · d1 white queen · f1 white rook · g1 white king | a8 black rook · c8 black bishop · d8 black queen · f8 black rook · g8 black king · a7 black pawn · b7 black pawn · d7 black knight · e7 black bishop · f7 black pawn · g7 black pawn · h7 black pawn · c6 black pawn · d6 black pawn · f6 black knight · e5 black pawn · a4 white pawn · c4 white bishop · d4 white pawn · e4 white pawn · c3 white knight · f3 white knight · b2 white pawn · c2 white pawn · f2 white pawn · g2 white pawn · h2 white pawn · a1 white rook · c1 white bishop · d1 white queen · f1 white rook · g1 white king | a8 black rook · c8 black bishop · d8 black queen · f8 black rook · g8 black king · a7 black pawn · b7 black pawn · d7 black knight · e7 black bishop · f7 black pawn · g7 black pawn · h7 black pawn · c6 black pawn · d6 black pawn · f6 black knight · e5 black pawn · a4 white pawn · c4 white bishop · d4 white pawn · e4 white pawn · c3 white knight · f3 white knight · b2 white pawn · c2 white pawn · f2 white pawn · g2 white pawn · h2 white pawn · a1 white rook · c1 white bishop · d1 white queen · f1 white rook · g1 white king | a8 black rook · c8 black bishop · d8 black queen · f8 black rook · g8 black king · a7 black pawn · b7 black pawn · d7 black knight · e7 black bishop · f7 black pawn · g7 black pawn · h7 black pawn · c6 black pawn · d6 black pawn · f6 black knight · e5 black pawn · a4 white pawn · c4 white bishop · d4 white pawn · e4 white pawn · c3 white knight · f3 white knight · b2 white pawn · c2 white pawn · f2 white pawn · g2 white pawn · h2 white pawn · a1 white rook · c1 white bishop · d1 white queen · f1 white rook · g1 white king | a8 black rook · c8 black bishop · d8 black queen · f8 black rook · g8 black king · a7 black pawn · b7 black pawn · d7 black knight · e7 black bishop · f7 black pawn · g7 black pawn · h7 black pawn · c6 black pawn · d6 black pawn · f6 black knight · e5 black pawn · a4 white pawn · c4 white bishop · d4 white pawn · e4 white pawn · c3 white knight · f3 white knight · b2 white pawn · c2 white pawn · f2 white pawn · g2 white pawn · h2 white pawn · a1 white rook · c1 white bishop · d1 white queen · f1 white rook · g1 white king | a8 black rook · c8 black bishop · d8 black queen · f8 black rook · g8 black king · a7 black pawn · b7 black pawn · d7 black knight · e7 black bishop · f7 black pawn · g7 black pawn · h7 black pawn · c6 black pawn · d6 black pawn · f6 black knight · e5 black pawn · a4 white pawn · c4 white bishop · d4 white pawn · e4 white pawn · c3 white knight · f3 white knight · b2 white pawn · c2 white pawn · f2 white pawn · g2 white pawn · h2 white pawn · a1 white rook · c1 white bishop · d1 white queen · f1 white rook · g1 white king | a8 black rook · c8 black bishop · d8 black queen · f8 black rook · g8 black king · a7 black pawn · b7 black pawn · d7 black knight · e7 black bishop · f7 black pawn · g7 black pawn · h7 black pawn · c6 black pawn · d6 black pawn · f6 black knight · e5 black pawn · a4 white pawn · c4 white bishop · d4 white pawn · e4 white pawn · c3 white knight · f3 white knight · b2 white pawn · c2 white pawn · f2 white pawn · g2 white pawn · h2 white pawn · a1 white rook · c1 white bishop · d1 white queen · f1 white rook · g1 white king | 6 |
| 5 | a8 black rook · c8 black bishop · d8 black queen · f8 black rook · g8 black king · a7 black pawn · b7 black pawn · d7 black knight · e7 black bishop · f7 black pawn · g7 black pawn · h7 black pawn · c6 black pawn · d6 black pawn · f6 black knight · e5 black pawn · a4 white pawn · c4 white bishop · d4 white pawn · e4 white pawn · c3 white knight · f3 white knight · b2 white pawn · c2 white pawn · f2 white pawn · g2 white pawn · h2 white pawn · a1 white rook · c1 white bishop · d1 white queen · f1 white rook · g1 white king | a8 black rook · c8 black bishop · d8 black queen · f8 black rook · g8 black king · a7 black pawn · b7 black pawn · d7 black knight · e7 black bishop · f7 black pawn · g7 black pawn · h7 black pawn · c6 black pawn · d6 black pawn · f6 black knight · e5 black pawn · a4 white pawn · c4 white bishop · d4 white pawn · e4 white pawn · c3 white knight · f3 white knight · b2 white pawn · c2 white pawn · f2 white pawn · g2 white pawn · h2 white pawn · a1 white rook · c1 white bishop · d1 white queen · f1 white rook · g1 white king | a8 black rook · c8 black bishop · d8 black queen · f8 black rook · g8 black king · a7 black pawn · b7 black pawn · d7 black knight · e7 black bishop · f7 black pawn · g7 black pawn · h7 black pawn · c6 black pawn · d6 black pawn · f6 black knight · e5 black pawn · a4 white pawn · c4 white bishop · d4 white pawn · e4 white pawn · c3 white knight · f3 white knight · b2 white pawn · c2 white pawn · f2 white pawn · g2 white pawn · h2 white pawn · a1 white rook · c1 white bishop · d1 white queen · f1 white rook · g1 white king | a8 black rook · c8 black bishop · d8 black queen · f8 black rook · g8 black king · a7 black pawn · b7 black pawn · d7 black knight · e7 black bishop · f7 black pawn · g7 black pawn · h7 black pawn · c6 black pawn · d6 black pawn · f6 black knight · e5 black pawn · a4 white pawn · c4 white bishop · d4 white pawn · e4 white pawn · c3 white knight · f3 white knight · b2 white pawn · c2 white pawn · f2 white pawn · g2 white pawn · h2 white pawn · a1 white rook · c1 white bishop · d1 white queen · f1 white rook · g1 white king | a8 black rook · c8 black bishop · d8 black queen · f8 black rook · g8 black king · a7 black pawn · b7 black pawn · d7 black knight · e7 black bishop · f7 black pawn · g7 black pawn · h7 black pawn · c6 black pawn · d6 black pawn · f6 black knight · e5 black pawn · a4 white pawn · c4 white bishop · d4 white pawn · e4 white pawn · c3 white knight · f3 white knight · b2 white pawn · c2 white pawn · f2 white pawn · g2 white pawn · h2 white pawn · a1 white rook · c1 white bishop · d1 white queen · f1 white rook · g1 white king | a8 black rook · c8 black bishop · d8 black queen · f8 black rook · g8 black king · a7 black pawn · b7 black pawn · d7 black knight · e7 black bishop · f7 black pawn · g7 black pawn · h7 black pawn · c6 black pawn · d6 black pawn · f6 black knight · e5 black pawn · a4 white pawn · c4 white bishop · d4 white pawn · e4 white pawn · c3 white knight · f3 white knight · b2 white pawn · c2 white pawn · f2 white pawn · g2 white pawn · h2 white pawn · a1 white rook · c1 white bishop · d1 white queen · f1 white rook · g1 white king | a8 black rook · c8 black bishop · d8 black queen · f8 black rook · g8 black king · a7 black pawn · b7 black pawn · d7 black knight · e7 black bishop · f7 black pawn · g7 black pawn · h7 black pawn · c6 black pawn · d6 black pawn · f6 black knight · e5 black pawn · a4 white pawn · c4 white bishop · d4 white pawn · e4 white pawn · c3 white knight · f3 white knight · b2 white pawn · c2 white pawn · f2 white pawn · g2 white pawn · h2 white pawn · a1 white rook · c1 white bishop · d1 white queen · f1 white rook · g1 white king | a8 black rook · c8 black bishop · d8 black queen · f8 black rook · g8 black king · a7 black pawn · b7 black pawn · d7 black knight · e7 black bishop · f7 black pawn · g7 black pawn · h7 black pawn · c6 black pawn · d6 black pawn · f6 black knight · e5 black pawn · a4 white pawn · c4 white bishop · d4 white pawn · e4 white pawn · c3 white knight · f3 white knight · b2 white pawn · c2 white pawn · f2 white pawn · g2 white pawn · h2 white pawn · a1 white rook · c1 white bishop · d1 white queen · f1 white rook · g1 white king | 5 |
| 4 | a8 black rook · c8 black bishop · d8 black queen · f8 black rook · g8 black king · a7 black pawn · b7 black pawn · d7 black knight · e7 black bishop · f7 black pawn · g7 black pawn · h7 black pawn · c6 black pawn · d6 black pawn · f6 black knight · e5 black pawn · a4 white pawn · c4 white bishop · d4 white pawn · e4 white pawn · c3 white knight · f3 white knight · b2 white pawn · c2 white pawn · f2 white pawn · g2 white pawn · h2 white pawn · a1 white rook · c1 white bishop · d1 white queen · f1 white rook · g1 white king | a8 black rook · c8 black bishop · d8 black queen · f8 black rook · g8 black king · a7 black pawn · b7 black pawn · d7 black knight · e7 black bishop · f7 black pawn · g7 black pawn · h7 black pawn · c6 black pawn · d6 black pawn · f6 black knight · e5 black pawn · a4 white pawn · c4 white bishop · d4 white pawn · e4 white pawn · c3 white knight · f3 white knight · b2 white pawn · c2 white pawn · f2 white pawn · g2 white pawn · h2 white pawn · a1 white rook · c1 white bishop · d1 white queen · f1 white rook · g1 white king | a8 black rook · c8 black bishop · d8 black queen · f8 black rook · g8 black king · a7 black pawn · b7 black pawn · d7 black knight · e7 black bishop · f7 black pawn · g7 black pawn · h7 black pawn · c6 black pawn · d6 black pawn · f6 black knight · e5 black pawn · a4 white pawn · c4 white bishop · d4 white pawn · e4 white pawn · c3 white knight · f3 white knight · b2 white pawn · c2 white pawn · f2 white pawn · g2 white pawn · h2 white pawn · a1 white rook · c1 white bishop · d1 white queen · f1 white rook · g1 white king | a8 black rook · c8 black bishop · d8 black queen · f8 black rook · g8 black king · a7 black pawn · b7 black pawn · d7 black knight · e7 black bishop · f7 black pawn · g7 black pawn · h7 black pawn · c6 black pawn · d6 black pawn · f6 black knight · e5 black pawn · a4 white pawn · c4 white bishop · d4 white pawn · e4 white pawn · c3 white knight · f3 white knight · b2 white pawn · c2 white pawn · f2 white pawn · g2 white pawn · h2 white pawn · a1 white rook · c1 white bishop · d1 white queen · f1 white rook · g1 white king | a8 black rook · c8 black bishop · d8 black queen · f8 black rook · g8 black king · a7 black pawn · b7 black pawn · d7 black knight · e7 black bishop · f7 black pawn · g7 black pawn · h7 black pawn · c6 black pawn · d6 black pawn · f6 black knight · e5 black pawn · a4 white pawn · c4 white bishop · d4 white pawn · e4 white pawn · c3 white knight · f3 white knight · b2 white pawn · c2 white pawn · f2 white pawn · g2 white pawn · h2 white pawn · a1 white rook · c1 white bishop · d1 white queen · f1 white rook · g1 white king | a8 black rook · c8 black bishop · d8 black queen · f8 black rook · g8 black king · a7 black pawn · b7 black pawn · d7 black knight · e7 black bishop · f7 black pawn · g7 black pawn · h7 black pawn · c6 black pawn · d6 black pawn · f6 black knight · e5 black pawn · a4 white pawn · c4 white bishop · d4 white pawn · e4 white pawn · c3 white knight · f3 white knight · b2 white pawn · c2 white pawn · f2 white pawn · g2 white pawn · h2 white pawn · a1 white rook · c1 white bishop · d1 white queen · f1 white rook · g1 white king | a8 black rook · c8 black bishop · d8 black queen · f8 black rook · g8 black king · a7 black pawn · b7 black pawn · d7 black knight · e7 black bishop · f7 black pawn · g7 black pawn · h7 black pawn · c6 black pawn · d6 black pawn · f6 black knight · e5 black pawn · a4 white pawn · c4 white bishop · d4 white pawn · e4 white pawn · c3 white knight · f3 white knight · b2 white pawn · c2 white pawn · f2 white pawn · g2 white pawn · h2 white pawn · a1 white rook · c1 white bishop · d1 white queen · f1 white rook · g1 white king | a8 black rook · c8 black bishop · d8 black queen · f8 black rook · g8 black king · a7 black pawn · b7 black pawn · d7 black knight · e7 black bishop · f7 black pawn · g7 black pawn · h7 black pawn · c6 black pawn · d6 black pawn · f6 black knight · e5 black pawn · a4 white pawn · c4 white bishop · d4 white pawn · e4 white pawn · c3 white knight · f3 white knight · b2 white pawn · c2 white pawn · f2 white pawn · g2 white pawn · h2 white pawn · a1 white rook · c1 white bishop · d1 white queen · f1 white rook · g1 white king | 4 |
| 3 | a8 black rook · c8 black bishop · d8 black queen · f8 black rook · g8 black king · a7 black pawn · b7 black pawn · d7 black knight · e7 black bishop · f7 black pawn · g7 black pawn · h7 black pawn · c6 black pawn · d6 black pawn · f6 black knight · e5 black pawn · a4 white pawn · c4 white bishop · d4 white pawn · e4 white pawn · c3 white knight · f3 white knight · b2 white pawn · c2 white pawn · f2 white pawn · g2 white pawn · h2 white pawn · a1 white rook · c1 white bishop · d1 white queen · f1 white rook · g1 white king | a8 black rook · c8 black bishop · d8 black queen · f8 black rook · g8 black king · a7 black pawn · b7 black pawn · d7 black knight · e7 black bishop · f7 black pawn · g7 black pawn · h7 black pawn · c6 black pawn · d6 black pawn · f6 black knight · e5 black pawn · a4 white pawn · c4 white bishop · d4 white pawn · e4 white pawn · c3 white knight · f3 white knight · b2 white pawn · c2 white pawn · f2 white pawn · g2 white pawn · h2 white pawn · a1 white rook · c1 white bishop · d1 white queen · f1 white rook · g1 white king | a8 black rook · c8 black bishop · d8 black queen · f8 black rook · g8 black king · a7 black pawn · b7 black pawn · d7 black knight · e7 black bishop · f7 black pawn · g7 black pawn · h7 black pawn · c6 black pawn · d6 black pawn · f6 black knight · e5 black pawn · a4 white pawn · c4 white bishop · d4 white pawn · e4 white pawn · c3 white knight · f3 white knight · b2 white pawn · c2 white pawn · f2 white pawn · g2 white pawn · h2 white pawn · a1 white rook · c1 white bishop · d1 white queen · f1 white rook · g1 white king | a8 black rook · c8 black bishop · d8 black queen · f8 black rook · g8 black king · a7 black pawn · b7 black pawn · d7 black knight · e7 black bishop · f7 black pawn · g7 black pawn · h7 black pawn · c6 black pawn · d6 black pawn · f6 black knight · e5 black pawn · a4 white pawn · c4 white bishop · d4 white pawn · e4 white pawn · c3 white knight · f3 white knight · b2 white pawn · c2 white pawn · f2 white pawn · g2 white pawn · h2 white pawn · a1 white rook · c1 white bishop · d1 white queen · f1 white rook · g1 white king | a8 black rook · c8 black bishop · d8 black queen · f8 black rook · g8 black king · a7 black pawn · b7 black pawn · d7 black knight · e7 black bishop · f7 black pawn · g7 black pawn · h7 black pawn · c6 black pawn · d6 black pawn · f6 black knight · e5 black pawn · a4 white pawn · c4 white bishop · d4 white pawn · e4 white pawn · c3 white knight · f3 white knight · b2 white pawn · c2 white pawn · f2 white pawn · g2 white pawn · h2 white pawn · a1 white rook · c1 white bishop · d1 white queen · f1 white rook · g1 white king | a8 black rook · c8 black bishop · d8 black queen · f8 black rook · g8 black king · a7 black pawn · b7 black pawn · d7 black knight · e7 black bishop · f7 black pawn · g7 black pawn · h7 black pawn · c6 black pawn · d6 black pawn · f6 black knight · e5 black pawn · a4 white pawn · c4 white bishop · d4 white pawn · e4 white pawn · c3 white knight · f3 white knight · b2 white pawn · c2 white pawn · f2 white pawn · g2 white pawn · h2 white pawn · a1 white rook · c1 white bishop · d1 white queen · f1 white rook · g1 white king | a8 black rook · c8 black bishop · d8 black queen · f8 black rook · g8 black king · a7 black pawn · b7 black pawn · d7 black knight · e7 black bishop · f7 black pawn · g7 black pawn · h7 black pawn · c6 black pawn · d6 black pawn · f6 black knight · e5 black pawn · a4 white pawn · c4 white bishop · d4 white pawn · e4 white pawn · c3 white knight · f3 white knight · b2 white pawn · c2 white pawn · f2 white pawn · g2 white pawn · h2 white pawn · a1 white rook · c1 white bishop · d1 white queen · f1 white rook · g1 white king | a8 black rook · c8 black bishop · d8 black queen · f8 black rook · g8 black king · a7 black pawn · b7 black pawn · d7 black knight · e7 black bishop · f7 black pawn · g7 black pawn · h7 black pawn · c6 black pawn · d6 black pawn · f6 black knight · e5 black pawn · a4 white pawn · c4 white bishop · d4 white pawn · e4 white pawn · c3 white knight · f3 white knight · b2 white pawn · c2 white pawn · f2 white pawn · g2 white pawn · h2 white pawn · a1 white rook · c1 white bishop · d1 white queen · f1 white rook · g1 white king | 3 |
| 2 | a8 black rook · c8 black bishop · d8 black queen · f8 black rook · g8 black king · a7 black pawn · b7 black pawn · d7 black knight · e7 black bishop · f7 black pawn · g7 black pawn · h7 black pawn · c6 black pawn · d6 black pawn · f6 black knight · e5 black pawn · a4 white pawn · c4 white bishop · d4 white pawn · e4 white pawn · c3 white knight · f3 white knight · b2 white pawn · c2 white pawn · f2 white pawn · g2 white pawn · h2 white pawn · a1 white rook · c1 white bishop · d1 white queen · f1 white rook · g1 white king | a8 black rook · c8 black bishop · d8 black queen · f8 black rook · g8 black king · a7 black pawn · b7 black pawn · d7 black knight · e7 black bishop · f7 black pawn · g7 black pawn · h7 black pawn · c6 black pawn · d6 black pawn · f6 black knight · e5 black pawn · a4 white pawn · c4 white bishop · d4 white pawn · e4 white pawn · c3 white knight · f3 white knight · b2 white pawn · c2 white pawn · f2 white pawn · g2 white pawn · h2 white pawn · a1 white rook · c1 white bishop · d1 white queen · f1 white rook · g1 white king | a8 black rook · c8 black bishop · d8 black queen · f8 black rook · g8 black king · a7 black pawn · b7 black pawn · d7 black knight · e7 black bishop · f7 black pawn · g7 black pawn · h7 black pawn · c6 black pawn · d6 black pawn · f6 black knight · e5 black pawn · a4 white pawn · c4 white bishop · d4 white pawn · e4 white pawn · c3 white knight · f3 white knight · b2 white pawn · c2 white pawn · f2 white pawn · g2 white pawn · h2 white pawn · a1 white rook · c1 white bishop · d1 white queen · f1 white rook · g1 white king | a8 black rook · c8 black bishop · d8 black queen · f8 black rook · g8 black king · a7 black pawn · b7 black pawn · d7 black knight · e7 black bishop · f7 black pawn · g7 black pawn · h7 black pawn · c6 black pawn · d6 black pawn · f6 black knight · e5 black pawn · a4 white pawn · c4 white bishop · d4 white pawn · e4 white pawn · c3 white knight · f3 white knight · b2 white pawn · c2 white pawn · f2 white pawn · g2 white pawn · h2 white pawn · a1 white rook · c1 white bishop · d1 white queen · f1 white rook · g1 white king | a8 black rook · c8 black bishop · d8 black queen · f8 black rook · g8 black king · a7 black pawn · b7 black pawn · d7 black knight · e7 black bishop · f7 black pawn · g7 black pawn · h7 black pawn · c6 black pawn · d6 black pawn · f6 black knight · e5 black pawn · a4 white pawn · c4 white bishop · d4 white pawn · e4 white pawn · c3 white knight · f3 white knight · b2 white pawn · c2 white pawn · f2 white pawn · g2 white pawn · h2 white pawn · a1 white rook · c1 white bishop · d1 white queen · f1 white rook · g1 white king | a8 black rook · c8 black bishop · d8 black queen · f8 black rook · g8 black king · a7 black pawn · b7 black pawn · d7 black knight · e7 black bishop · f7 black pawn · g7 black pawn · h7 black pawn · c6 black pawn · d6 black pawn · f6 black knight · e5 black pawn · a4 white pawn · c4 white bishop · d4 white pawn · e4 white pawn · c3 white knight · f3 white knight · b2 white pawn · c2 white pawn · f2 white pawn · g2 white pawn · h2 white pawn · a1 white rook · c1 white bishop · d1 white queen · f1 white rook · g1 white king | a8 black rook · c8 black bishop · d8 black queen · f8 black rook · g8 black king · a7 black pawn · b7 black pawn · d7 black knight · e7 black bishop · f7 black pawn · g7 black pawn · h7 black pawn · c6 black pawn · d6 black pawn · f6 black knight · e5 black pawn · a4 white pawn · c4 white bishop · d4 white pawn · e4 white pawn · c3 white knight · f3 white knight · b2 white pawn · c2 white pawn · f2 white pawn · g2 white pawn · h2 white pawn · a1 white rook · c1 white bishop · d1 white queen · f1 white rook · g1 white king | a8 black rook · c8 black bishop · d8 black queen · f8 black rook · g8 black king · a7 black pawn · b7 black pawn · d7 black knight · e7 black bishop · f7 black pawn · g7 black pawn · h7 black pawn · c6 black pawn · d6 black pawn · f6 black knight · e5 black pawn · a4 white pawn · c4 white bishop · d4 white pawn · e4 white pawn · c3 white knight · f3 white knight · b2 white pawn · c2 white pawn · f2 white pawn · g2 white pawn · h2 white pawn · a1 white rook · c1 white bishop · d1 white queen · f1 white rook · g1 white king | 2 |
| 1 | a8 black rook · c8 black bishop · d8 black queen · f8 black rook · g8 black king · a7 black pawn · b7 black pawn · d7 black knight · e7 black bishop · f7 black pawn · g7 black pawn · h7 black pawn · c6 black pawn · d6 black pawn · f6 black knight · e5 black pawn · a4 white pawn · c4 white bishop · d4 white pawn · e4 white pawn · c3 white knight · f3 white knight · b2 white pawn · c2 white pawn · f2 white pawn · g2 white pawn · h2 white pawn · a1 white rook · c1 white bishop · d1 white queen · f1 white rook · g1 white king | a8 black rook · c8 black bishop · d8 black queen · f8 black rook · g8 black king · a7 black pawn · b7 black pawn · d7 black knight · e7 black bishop · f7 black pawn · g7 black pawn · h7 black pawn · c6 black pawn · d6 black pawn · f6 black knight · e5 black pawn · a4 white pawn · c4 white bishop · d4 white pawn · e4 white pawn · c3 white knight · f3 white knight · b2 white pawn · c2 white pawn · f2 white pawn · g2 white pawn · h2 white pawn · a1 white rook · c1 white bishop · d1 white queen · f1 white rook · g1 white king | a8 black rook · c8 black bishop · d8 black queen · f8 black rook · g8 black king · a7 black pawn · b7 black pawn · d7 black knight · e7 black bishop · f7 black pawn · g7 black pawn · h7 black pawn · c6 black pawn · d6 black pawn · f6 black knight · e5 black pawn · a4 white pawn · c4 white bishop · d4 white pawn · e4 white pawn · c3 white knight · f3 white knight · b2 white pawn · c2 white pawn · f2 white pawn · g2 white pawn · h2 white pawn · a1 white rook · c1 white bishop · d1 white queen · f1 white rook · g1 white king | a8 black rook · c8 black bishop · d8 black queen · f8 black rook · g8 black king · a7 black pawn · b7 black pawn · d7 black knight · e7 black bishop · f7 black pawn · g7 black pawn · h7 black pawn · c6 black pawn · d6 black pawn · f6 black knight · e5 black pawn · a4 white pawn · c4 white bishop · d4 white pawn · e4 white pawn · c3 white knight · f3 white knight · b2 white pawn · c2 white pawn · f2 white pawn · g2 white pawn · h2 white pawn · a1 white rook · c1 white bishop · d1 white queen · f1 white rook · g1 white king | a8 black rook · c8 black bishop · d8 black queen · f8 black rook · g8 black king · a7 black pawn · b7 black pawn · d7 black knight · e7 black bishop · f7 black pawn · g7 black pawn · h7 black pawn · c6 black pawn · d6 black pawn · f6 black knight · e5 black pawn · a4 white pawn · c4 white bishop · d4 white pawn · e4 white pawn · c3 white knight · f3 white knight · b2 white pawn · c2 white pawn · f2 white pawn · g2 white pawn · h2 white pawn · a1 white rook · c1 white bishop · d1 white queen · f1 white rook · g1 white king | a8 black rook · c8 black bishop · d8 black queen · f8 black rook · g8 black king · a7 black pawn · b7 black pawn · d7 black knight · e7 black bishop · f7 black pawn · g7 black pawn · h7 black pawn · c6 black pawn · d6 black pawn · f6 black knight · e5 black pawn · a4 white pawn · c4 white bishop · d4 white pawn · e4 white pawn · c3 white knight · f3 white knight · b2 white pawn · c2 white pawn · f2 white pawn · g2 white pawn · h2 white pawn · a1 white rook · c1 white bishop · d1 white queen · f1 white rook · g1 white king | a8 black rook · c8 black bishop · d8 black queen · f8 black rook · g8 black king · a7 black pawn · b7 black pawn · d7 black knight · e7 black bishop · f7 black pawn · g7 black pawn · h7 black pawn · c6 black pawn · d6 black pawn · f6 black knight · e5 black pawn · a4 white pawn · c4 white bishop · d4 white pawn · e4 white pawn · c3 white knight · f3 white knight · b2 white pawn · c2 white pawn · f2 white pawn · g2 white pawn · h2 white pawn · a1 white rook · c1 white bishop · d1 white queen · f1 white rook · g1 white king | a8 black rook · c8 black bishop · d8 black queen · f8 black rook · g8 black king · a7 black pawn · b7 black pawn · d7 black knight · e7 black bishop · f7 black pawn · g7 black pawn · h7 black pawn · c6 black pawn · d6 black pawn · f6 black knight · e5 black pawn · a4 white pawn · c4 white bishop · d4 white pawn · e4 white pawn · c3 white knight · f3 white knight · b2 white pawn · c2 white pawn · f2 white pawn · g2 white pawn · h2 white pawn · a1 white rook · c1 white bishop · d1 white queen · f1 white rook · g1 white king | 1 |
|   | a | b | c | d | e | f | g | h |   |

Một sự lựa chọn chủ yếu khác cho Đen đó là duy trì sức ép lên trung tâm bằng cách áp dụng các nước đi như...Md7,...Te7, và...c6. Kế hoạch này có tên là Phương án Hanham (đặt tên theo tên kiện tướng người Mỹ James Moore Hanham) và nó hay được Aron Nimzowitsch ưa dùng. Diễn biến chính phổ biến nhất là: 3... Mf6 4. Mc3 Mbd7 5. Tc4 Te7 6. 0-0 (6.Mg5 là một sự lựa chọn thay thế thú vị: sau khi 6...0-0 7.Txf7+ Xxf7 8.Me6 He8 9.Mxc7 Hd8 10.Mxa8, Trắng có lợi thế vật chất, nhưng Đen có thể có được sự chủ động lớn sau đó, ví dụ, 10...b5 11.Mxb5 Ha5+) 6... 0-0 7. a4 (để đề phòng nước...b5) 7... c6 (xem hình bên).
Đại kiện tướng Larry Kaufman, trong cuốn sách của ông có tựa The Chess Advantage in Black and White, có ghi chú rằng mục tiêu của Phương án Hanham là duy trì Tốt đen ở e5, tương tự như hệ thống kín trong Ruy Lopez, và bày tỏ quan điểm rằng "nó sẽ khá phổ biến và tương đương với những sự phòng thủ chặt chẽ cho ô e4, ngoại trừ một vài yếu tố gây khó chịu khiến Đen không thể thực sự chiếm được vị trí Hanham bằng lực lượng của họ".
Thay vì chơi 4.Mc3 để trả lời cho nước 3...Mf6 của Đen, thì theo như Kaufman và cả Đại kiện tướng Christian Bauer, Trắng sẽ vẫn giữ được một chút lợi thế nếu chơi như sau: 4. dxe5! Mxe4 5. Hd5! Mc5 6. Tg5 Te7 7. exd6 Hxd6 8. Mc3.

### Những sự lựa chọn khác
Đen thi thoảng cố gắng chơi 3... Md7 với dự định 4.Mc3 Mgf6 để dẫn tới Phương án Hanham. Nhưng sau khi 4. Tc4! Đen sẽ rơi vào thế khó. Nếu 4...Mgf6 Trắng sẽ 5.Mg5, còn nếu 4...Te7 Đen sẽ mất một Tốt với 5.dxe5 Mxe5 (nếu 5...dxe5?? 6.Hd5! và Trắng thắng) 6.Mxe5 dxe5 7.Hh5!. Tốt nhất cho Đen sau khi 4. Tc4! là 4... c6, nhưng sau đó Trắng sẽ có lợi thế có một cặp Tượng với 5. 0-0 Te7 6. dxe5 dxe5 (nếu 6...Mxe5 Đen sẽ mất một tốt sau khi 7.Mxe5 dxe5 8.Hh5) 7. Mg5! Txg5 8. Hh5! He7 và bây giờ sẽ 9.Txg5 hoặc 9.Hxg5.

### Những thử nghiệm của Đen nhằm dẫn đến Phương án Hanham
Trong những năm gần đây, người ta (bên Đen) cố gắng thử nghiệm những nước đi khác trong một nỗ lực nhằm đạt đến Phương án Hanham đồng thời tránh các diễn biến như 3...Mf6 4.dxe5! hay 3...Md7 4.Tc4!. 
- Một trong những hướng đi có thể là 1. e4 d6 2. d4 Mf6 3. Mc3 Mbd7 với dự định 4.Mf3 e5. Tuy nhiên, Trắng có thể làm chệch hướng với việc chơi 4.f4!?[6][7] hoặc thậm chí 4.g4!?[8]
- Một nỗ lực khác là 1. e4 d6 2. d4 Mf6 3. Mc3 e5, diễn biến này sẽ chuyển đổi thành Phương án Hanham sau khi 4.Mf3 Mbd7, nhưng Trắng có thể thay thế nước 4.Mf3 bằng 4. dxe5 nhằm đạt được một chút lợi thế (Kaufman cho rằng 4.Mge2 cũng gọi là "có hứa hẹn" cho Trắng) 4... dxe5 5. Hxd8+ Vxd8 6. Tc4.[7] Sau nước 4.dxe5, Bauer kết luận rằng "cờ Trắng đẹp hơn một chút" nhưng "Trắng phải chơi chính xác, và Đen không phải quá lo lắng với nước 6.Tc4, bằng cách chọn một trong ba nước sau, 6...Ve8, 6...Tb4, hoặc 6...Te6. Sau đó là 7.Bxe6 fxe6, thế trận của Đen vẫn còn khó có thể phá vỡ."[9]

### Ý tưởng ban đầu của Philidor: 3...f5
|   | a | b | c | d | e | f | g | h |   |
| 8 | a8 black rook · b8 black knight · c8 black bishop · d8 black queen · e8 black king · f8 black bishop · g8 black knight · h8 black rook · a7 black pawn · b7 black pawn · c7 black pawn · g7 black pawn · h7 black pawn · d6 black pawn · e5 black pawn · f5 black pawn · d4 white pawn · e4 white pawn · f3 white knight · a2 white pawn · b2 white pawn · c2 white pawn · f2 white pawn · g2 white pawn · h2 white pawn · a1 white rook · b1 white knight · c1 white bishop · d1 white queen · e1 white king · f1 white bishop · h1 white rook | a8 black rook · b8 black knight · c8 black bishop · d8 black queen · e8 black king · f8 black bishop · g8 black knight · h8 black rook · a7 black pawn · b7 black pawn · c7 black pawn · g7 black pawn · h7 black pawn · d6 black pawn · e5 black pawn · f5 black pawn · d4 white pawn · e4 white pawn · f3 white knight · a2 white pawn · b2 white pawn · c2 white pawn · f2 white pawn · g2 white pawn · h2 white pawn · a1 white rook · b1 white knight · c1 white bishop · d1 white queen · e1 white king · f1 white bishop · h1 white rook | a8 black rook · b8 black knight · c8 black bishop · d8 black queen · e8 black king · f8 black bishop · g8 black knight · h8 black rook · a7 black pawn · b7 black pawn · c7 black pawn · g7 black pawn · h7 black pawn · d6 black pawn · e5 black pawn · f5 black pawn · d4 white pawn · e4 white pawn · f3 white knight · a2 white pawn · b2 white pawn · c2 white pawn · f2 white pawn · g2 white pawn · h2 white pawn · a1 white rook · b1 white knight · c1 white bishop · d1 white queen · e1 white king · f1 white bishop · h1 white rook | a8 black rook · b8 black knight · c8 black bishop · d8 black queen · e8 black king · f8 black bishop · g8 black knight · h8 black rook · a7 black pawn · b7 black pawn · c7 black pawn · g7 black pawn · h7 black pawn · d6 black pawn · e5 black pawn · f5 black pawn · d4 white pawn · e4 white pawn · f3 white knight · a2 white pawn · b2 white pawn · c2 white pawn · f2 white pawn · g2 white pawn · h2 white pawn · a1 white rook · b1 white knight · c1 white bishop · d1 white queen · e1 white king · f1 white bishop · h1 white rook | a8 black rook · b8 black knight · c8 black bishop · d8 black queen · e8 black king · f8 black bishop · g8 black knight · h8 black rook · a7 black pawn · b7 black pawn · c7 black pawn · g7 black pawn · h7 black pawn · d6 black pawn · e5 black pawn · f5 black pawn · d4 white pawn · e4 white pawn · f3 white knight · a2 white pawn · b2 white pawn · c2 white pawn · f2 white pawn · g2 white pawn · h2 white pawn · a1 white rook · b1 white knight · c1 white bishop · d1 white queen · e1 white king · f1 white bishop · h1 white rook | a8 black rook · b8 black knight · c8 black bishop · d8 black queen · e8 black king · f8 black bishop · g8 black knight · h8 black rook · a7 black pawn · b7 black pawn · c7 black pawn · g7 black pawn · h7 black pawn · d6 black pawn · e5 black pawn · f5 black pawn · d4 white pawn · e4 white pawn · f3 white knight · a2 white pawn · b2 white pawn · c2 white pawn · f2 white pawn · g2 white pawn · h2 white pawn · a1 white rook · b1 white knight · c1 white bishop · d1 white queen · e1 white king · f1 white bishop · h1 white rook | a8 black rook · b8 black knight · c8 black bishop · d8 black queen · e8 black king · f8 black bishop · g8 black knight · h8 black rook · a7 black pawn · b7 black pawn · c7 black pawn · g7 black pawn · h7 black pawn · d6 black pawn · e5 black pawn · f5 black pawn · d4 white pawn · e4 white pawn · f3 white knight · a2 white pawn · b2 white pawn · c2 white pawn · f2 white pawn · g2 white pawn · h2 white pawn · a1 white rook · b1 white knight · c1 white bishop · d1 white queen · e1 white king · f1 white bishop · h1 white rook | a8 black rook · b8 black knight · c8 black bishop · d8 black queen · e8 black king · f8 black bishop · g8 black knight · h8 black rook · a7 black pawn · b7 black pawn · c7 black pawn · g7 black pawn · h7 black pawn · d6 black pawn · e5 black pawn · f5 black pawn · d4 white pawn · e4 white pawn · f3 white knight · a2 white pawn · b2 white pawn · c2 white pawn · f2 white pawn · g2 white pawn · h2 white pawn · a1 white rook · b1 white knight · c1 white bishop · d1 white queen · e1 white king · f1 white bishop · h1 white rook | 8 |
| 7 | a8 black rook · b8 black knight · c8 black bishop · d8 black queen · e8 black king · f8 black bishop · g8 black knight · h8 black rook · a7 black pawn · b7 black pawn · c7 black pawn · g7 black pawn · h7 black pawn · d6 black pawn · e5 black pawn · f5 black pawn · d4 white pawn · e4 white pawn · f3 white knight · a2 white pawn · b2 white pawn · c2 white pawn · f2 white pawn · g2 white pawn · h2 white pawn · a1 white rook · b1 white knight · c1 white bishop · d1 white queen · e1 white king · f1 white bishop · h1 white rook | a8 black rook · b8 black knight · c8 black bishop · d8 black queen · e8 black king · f8 black bishop · g8 black knight · h8 black rook · a7 black pawn · b7 black pawn · c7 black pawn · g7 black pawn · h7 black pawn · d6 black pawn · e5 black pawn · f5 black pawn · d4 white pawn · e4 white pawn · f3 white knight · a2 white pawn · b2 white pawn · c2 white pawn · f2 white pawn · g2 white pawn · h2 white pawn · a1 white rook · b1 white knight · c1 white bishop · d1 white queen · e1 white king · f1 white bishop · h1 white rook | a8 black rook · b8 black knight · c8 black bishop · d8 black queen · e8 black king · f8 black bishop · g8 black knight · h8 black rook · a7 black pawn · b7 black pawn · c7 black pawn · g7 black pawn · h7 black pawn · d6 black pawn · e5 black pawn · f5 black pawn · d4 white pawn · e4 white pawn · f3 white knight · a2 white pawn · b2 white pawn · c2 white pawn · f2 white pawn · g2 white pawn · h2 white pawn · a1 white rook · b1 white knight · c1 white bishop · d1 white queen · e1 white king · f1 white bishop · h1 white rook | a8 black rook · b8 black knight · c8 black bishop · d8 black queen · e8 black king · f8 black bishop · g8 black knight · h8 black rook · a7 black pawn · b7 black pawn · c7 black pawn · g7 black pawn · h7 black pawn · d6 black pawn · e5 black pawn · f5 black pawn · d4 white pawn · e4 white pawn · f3 white knight · a2 white pawn · b2 white pawn · c2 white pawn · f2 white pawn · g2 white pawn · h2 white pawn · a1 white rook · b1 white knight · c1 white bishop · d1 white queen · e1 white king · f1 white bishop · h1 white rook | a8 black rook · b8 black knight · c8 black bishop · d8 black queen · e8 black king · f8 black bishop · g8 black knight · h8 black rook · a7 black pawn · b7 black pawn · c7 black pawn · g7 black pawn · h7 black pawn · d6 black pawn · e5 black pawn · f5 black pawn · d4 white pawn · e4 white pawn · f3 white knight · a2 white pawn · b2 white pawn · c2 white pawn · f2 white pawn · g2 white pawn · h2 white pawn · a1 white rook · b1 white knight · c1 white bishop · d1 white queen · e1 white king · f1 white bishop · h1 white rook | a8 black rook · b8 black knight · c8 black bishop · d8 black queen · e8 black king · f8 black bishop · g8 black knight · h8 black rook · a7 black pawn · b7 black pawn · c7 black pawn · g7 black pawn · h7 black pawn · d6 black pawn · e5 black pawn · f5 black pawn · d4 white pawn · e4 white pawn · f3 white knight · a2 white pawn · b2 white pawn · c2 white pawn · f2 white pawn · g2 white pawn · h2 white pawn · a1 white rook · b1 white knight · c1 white bishop · d1 white queen · e1 white king · f1 white bishop · h1 white rook | a8 black rook · b8 black knight · c8 black bishop · d8 black queen · e8 black king · f8 black bishop · g8 black knight · h8 black rook · a7 black pawn · b7 black pawn · c7 black pawn · g7 black pawn · h7 black pawn · d6 black pawn · e5 black pawn · f5 black pawn · d4 white pawn · e4 white pawn · f3 white knight · a2 white pawn · b2 white pawn · c2 white pawn · f2 white pawn · g2 white pawn · h2 white pawn · a1 white rook · b1 white knight · c1 white bishop · d1 white queen · e1 white king · f1 white bishop · h1 white rook | a8 black rook · b8 black knight · c8 black bishop · d8 black queen · e8 black king · f8 black bishop · g8 black knight · h8 black rook · a7 black pawn · b7 black pawn · c7 black pawn · g7 black pawn · h7 black pawn · d6 black pawn · e5 black pawn · f5 black pawn · d4 white pawn · e4 white pawn · f3 white knight · a2 white pawn · b2 white pawn · c2 white pawn · f2 white pawn · g2 white pawn · h2 white pawn · a1 white rook · b1 white knight · c1 white bishop · d1 white queen · e1 white king · f1 white bishop · h1 white rook | 7 |
| 6 | a8 black rook · b8 black knight · c8 black bishop · d8 black queen · e8 black king · f8 black bishop · g8 black knight · h8 black rook · a7 black pawn · b7 black pawn · c7 black pawn · g7 black pawn · h7 black pawn · d6 black pawn · e5 black pawn · f5 black pawn · d4 white pawn · e4 white pawn · f3 white knight · a2 white pawn · b2 white pawn · c2 white pawn · f2 white pawn · g2 white pawn · h2 white pawn · a1 white rook · b1 white knight · c1 white bishop · d1 white queen · e1 white king · f1 white bishop · h1 white rook | a8 black rook · b8 black knight · c8 black bishop · d8 black queen · e8 black king · f8 black bishop · g8 black knight · h8 black rook · a7 black pawn · b7 black pawn · c7 black pawn · g7 black pawn · h7 black pawn · d6 black pawn · e5 black pawn · f5 black pawn · d4 white pawn · e4 white pawn · f3 white knight · a2 white pawn · b2 white pawn · c2 white pawn · f2 white pawn · g2 white pawn · h2 white pawn · a1 white rook · b1 white knight · c1 white bishop · d1 white queen · e1 white king · f1 white bishop · h1 white rook | a8 black rook · b8 black knight · c8 black bishop · d8 black queen · e8 black king · f8 black bishop · g8 black knight · h8 black rook · a7 black pawn · b7 black pawn · c7 black pawn · g7 black pawn · h7 black pawn · d6 black pawn · e5 black pawn · f5 black pawn · d4 white pawn · e4 white pawn · f3 white knight · a2 white pawn · b2 white pawn · c2 white pawn · f2 white pawn · g2 white pawn · h2 white pawn · a1 white rook · b1 white knight · c1 white bishop · d1 white queen · e1 white king · f1 white bishop · h1 white rook | a8 black rook · b8 black knight · c8 black bishop · d8 black queen · e8 black king · f8 black bishop · g8 black knight · h8 black rook · a7 black pawn · b7 black pawn · c7 black pawn · g7 black pawn · h7 black pawn · d6 black pawn · e5 black pawn · f5 black pawn · d4 white pawn · e4 white pawn · f3 white knight · a2 white pawn · b2 white pawn · c2 white pawn · f2 white pawn · g2 white pawn · h2 white pawn · a1 white rook · b1 white knight · c1 white bishop · d1 white queen · e1 white king · f1 white bishop · h1 white rook | a8 black rook · b8 black knight · c8 black bishop · d8 black queen · e8 black king · f8 black bishop · g8 black knight · h8 black rook · a7 black pawn · b7 black pawn · c7 black pawn · g7 black pawn · h7 black pawn · d6 black pawn · e5 black pawn · f5 black pawn · d4 white pawn · e4 white pawn · f3 white knight · a2 white pawn · b2 white pawn · c2 white pawn · f2 white pawn · g2 white pawn · h2 white pawn · a1 white rook · b1 white knight · c1 white bishop · d1 white queen · e1 white king · f1 white bishop · h1 white rook | a8 black rook · b8 black knight · c8 black bishop · d8 black queen · e8 black king · f8 black bishop · g8 black knight · h8 black rook · a7 black pawn · b7 black pawn · c7 black pawn · g7 black pawn · h7 black pawn · d6 black pawn · e5 black pawn · f5 black pawn · d4 white pawn · e4 white pawn · f3 white knight · a2 white pawn · b2 white pawn · c2 white pawn · f2 white pawn · g2 white pawn · h2 white pawn · a1 white rook · b1 white knight · c1 white bishop · d1 white queen · e1 white king · f1 white bishop · h1 white rook | a8 black rook · b8 black knight · c8 black bishop · d8 black queen · e8 black king · f8 black bishop · g8 black knight · h8 black rook · a7 black pawn · b7 black pawn · c7 black pawn · g7 black pawn · h7 black pawn · d6 black pawn · e5 black pawn · f5 black pawn · d4 white pawn · e4 white pawn · f3 white knight · a2 white pawn · b2 white pawn · c2 white pawn · f2 white pawn · g2 white pawn · h2 white pawn · a1 white rook · b1 white knight · c1 white bishop · d1 white queen · e1 white king · f1 white bishop · h1 white rook | a8 black rook · b8 black knight · c8 black bishop · d8 black queen · e8 black king · f8 black bishop · g8 black knight · h8 black rook · a7 black pawn · b7 black pawn · c7 black pawn · g7 black pawn · h7 black pawn · d6 black pawn · e5 black pawn · f5 black pawn · d4 white pawn · e4 white pawn · f3 white knight · a2 white pawn · b2 white pawn · c2 white pawn · f2 white pawn · g2 white pawn · h2 white pawn · a1 white rook · b1 white knight · c1 white bishop · d1 white queen · e1 white king · f1 white bishop · h1 white rook | 6 |
| 5 | a8 black rook · b8 black knight · c8 black bishop · d8 black queen · e8 black king · f8 black bishop · g8 black knight · h8 black rook · a7 black pawn · b7 black pawn · c7 black pawn · g7 black pawn · h7 black pawn · d6 black pawn · e5 black pawn · f5 black pawn · d4 white pawn · e4 white pawn · f3 white knight · a2 white pawn · b2 white pawn · c2 white pawn · f2 white pawn · g2 white pawn · h2 white pawn · a1 white rook · b1 white knight · c1 white bishop · d1 white queen · e1 white king · f1 white bishop · h1 white rook | a8 black rook · b8 black knight · c8 black bishop · d8 black queen · e8 black king · f8 black bishop · g8 black knight · h8 black rook · a7 black pawn · b7 black pawn · c7 black pawn · g7 black pawn · h7 black pawn · d6 black pawn · e5 black pawn · f5 black pawn · d4 white pawn · e4 white pawn · f3 white knight · a2 white pawn · b2 white pawn · c2 white pawn · f2 white pawn · g2 white pawn · h2 white pawn · a1 white rook · b1 white knight · c1 white bishop · d1 white queen · e1 white king · f1 white bishop · h1 white rook | a8 black rook · b8 black knight · c8 black bishop · d8 black queen · e8 black king · f8 black bishop · g8 black knight · h8 black rook · a7 black pawn · b7 black pawn · c7 black pawn · g7 black pawn · h7 black pawn · d6 black pawn · e5 black pawn · f5 black pawn · d4 white pawn · e4 white pawn · f3 white knight · a2 white pawn · b2 white pawn · c2 white pawn · f2 white pawn · g2 white pawn · h2 white pawn · a1 white rook · b1 white knight · c1 white bishop · d1 white queen · e1 white king · f1 white bishop · h1 white rook | a8 black rook · b8 black knight · c8 black bishop · d8 black queen · e8 black king · f8 black bishop · g8 black knight · h8 black rook · a7 black pawn · b7 black pawn · c7 black pawn · g7 black pawn · h7 black pawn · d6 black pawn · e5 black pawn · f5 black pawn · d4 white pawn · e4 white pawn · f3 white knight · a2 white pawn · b2 white pawn · c2 white pawn · f2 white pawn · g2 white pawn · h2 white pawn · a1 white rook · b1 white knight · c1 white bishop · d1 white queen · e1 white king · f1 white bishop · h1 white rook | a8 black rook · b8 black knight · c8 black bishop · d8 black queen · e8 black king · f8 black bishop · g8 black knight · h8 black rook · a7 black pawn · b7 black pawn · c7 black pawn · g7 black pawn · h7 black pawn · d6 black pawn · e5 black pawn · f5 black pawn · d4 white pawn · e4 white pawn · f3 white knight · a2 white pawn · b2 white pawn · c2 white pawn · f2 white pawn · g2 white pawn · h2 white pawn · a1 white rook · b1 white knight · c1 white bishop · d1 white queen · e1 white king · f1 white bishop · h1 white rook | a8 black rook · b8 black knight · c8 black bishop · d8 black queen · e8 black king · f8 black bishop · g8 black knight · h8 black rook · a7 black pawn · b7 black pawn · c7 black pawn · g7 black pawn · h7 black pawn · d6 black pawn · e5 black pawn · f5 black pawn · d4 white pawn · e4 white pawn · f3 white knight · a2 white pawn · b2 white pawn · c2 white pawn · f2 white pawn · g2 white pawn · h2 white pawn · a1 white rook · b1 white knight · c1 white bishop · d1 white queen · e1 white king · f1 white bishop · h1 white rook | a8 black rook · b8 black knight · c8 black bishop · d8 black queen · e8 black king · f8 black bishop · g8 black knight · h8 black rook · a7 black pawn · b7 black pawn · c7 black pawn · g7 black pawn · h7 black pawn · d6 black pawn · e5 black pawn · f5 black pawn · d4 white pawn · e4 white pawn · f3 white knight · a2 white pawn · b2 white pawn · c2 white pawn · f2 white pawn · g2 white pawn · h2 white pawn · a1 white rook · b1 white knight · c1 white bishop · d1 white queen · e1 white king · f1 white bishop · h1 white rook | a8 black rook · b8 black knight · c8 black bishop · d8 black queen · e8 black king · f8 black bishop · g8 black knight · h8 black rook · a7 black pawn · b7 black pawn · c7 black pawn · g7 black pawn · h7 black pawn · d6 black pawn · e5 black pawn · f5 black pawn · d4 white pawn · e4 white pawn · f3 white knight · a2 white pawn · b2 white pawn · c2 white pawn · f2 white pawn · g2 white pawn · h2 white pawn · a1 white rook · b1 white knight · c1 white bishop · d1 white queen · e1 white king · f1 white bishop · h1 white rook | 5 |
| 4 | a8 black rook · b8 black knight · c8 black bishop · d8 black queen · e8 black king · f8 black bishop · g8 black knight · h8 black rook · a7 black pawn · b7 black pawn · c7 black pawn · g7 black pawn · h7 black pawn · d6 black pawn · e5 black pawn · f5 black pawn · d4 white pawn · e4 white pawn · f3 white knight · a2 white pawn · b2 white pawn · c2 white pawn · f2 white pawn · g2 white pawn · h2 white pawn · a1 white rook · b1 white knight · c1 white bishop · d1 white queen · e1 white king · f1 white bishop · h1 white rook | a8 black rook · b8 black knight · c8 black bishop · d8 black queen · e8 black king · f8 black bishop · g8 black knight · h8 black rook · a7 black pawn · b7 black pawn · c7 black pawn · g7 black pawn · h7 black pawn · d6 black pawn · e5 black pawn · f5 black pawn · d4 white pawn · e4 white pawn · f3 white knight · a2 white pawn · b2 white pawn · c2 white pawn · f2 white pawn · g2 white pawn · h2 white pawn · a1 white rook · b1 white knight · c1 white bishop · d1 white queen · e1 white king · f1 white bishop · h1 white rook | a8 black rook · b8 black knight · c8 black bishop · d8 black queen · e8 black king · f8 black bishop · g8 black knight · h8 black rook · a7 black pawn · b7 black pawn · c7 black pawn · g7 black pawn · h7 black pawn · d6 black pawn · e5 black pawn · f5 black pawn · d4 white pawn · e4 white pawn · f3 white knight · a2 white pawn · b2 white pawn · c2 white pawn · f2 white pawn · g2 white pawn · h2 white pawn · a1 white rook · b1 white knight · c1 white bishop · d1 white queen · e1 white king · f1 white bishop · h1 white rook | a8 black rook · b8 black knight · c8 black bishop · d8 black queen · e8 black king · f8 black bishop · g8 black knight · h8 black rook · a7 black pawn · b7 black pawn · c7 black pawn · g7 black pawn · h7 black pawn · d6 black pawn · e5 black pawn · f5 black pawn · d4 white pawn · e4 white pawn · f3 white knight · a2 white pawn · b2 white pawn · c2 white pawn · f2 white pawn · g2 white pawn · h2 white pawn · a1 white rook · b1 white knight · c1 white bishop · d1 white queen · e1 white king · f1 white bishop · h1 white rook | a8 black rook · b8 black knight · c8 black bishop · d8 black queen · e8 black king · f8 black bishop · g8 black knight · h8 black rook · a7 black pawn · b7 black pawn · c7 black pawn · g7 black pawn · h7 black pawn · d6 black pawn · e5 black pawn · f5 black pawn · d4 white pawn · e4 white pawn · f3 white knight · a2 white pawn · b2 white pawn · c2 white pawn · f2 white pawn · g2 white pawn · h2 white pawn · a1 white rook · b1 white knight · c1 white bishop · d1 white queen · e1 white king · f1 white bishop · h1 white rook | a8 black rook · b8 black knight · c8 black bishop · d8 black queen · e8 black king · f8 black bishop · g8 black knight · h8 black rook · a7 black pawn · b7 black pawn · c7 black pawn · g7 black pawn · h7 black pawn · d6 black pawn · e5 black pawn · f5 black pawn · d4 white pawn · e4 white pawn · f3 white knight · a2 white pawn · b2 white pawn · c2 white pawn · f2 white pawn · g2 white pawn · h2 white pawn · a1 white rook · b1 white knight · c1 white bishop · d1 white queen · e1 white king · f1 white bishop · h1 white rook | a8 black rook · b8 black knight · c8 black bishop · d8 black queen · e8 black king · f8 black bishop · g8 black knight · h8 black rook · a7 black pawn · b7 black pawn · c7 black pawn · g7 black pawn · h7 black pawn · d6 black pawn · e5 black pawn · f5 black pawn · d4 white pawn · e4 white pawn · f3 white knight · a2 white pawn · b2 white pawn · c2 white pawn · f2 white pawn · g2 white pawn · h2 white pawn · a1 white rook · b1 white knight · c1 white bishop · d1 white queen · e1 white king · f1 white bishop · h1 white rook | a8 black rook · b8 black knight · c8 black bishop · d8 black queen · e8 black king · f8 black bishop · g8 black knight · h8 black rook · a7 black pawn · b7 black pawn · c7 black pawn · g7 black pawn · h7 black pawn · d6 black pawn · e5 black pawn · f5 black pawn · d4 white pawn · e4 white pawn · f3 white knight · a2 white pawn · b2 white pawn · c2 white pawn · f2 white pawn · g2 white pawn · h2 white pawn · a1 white rook · b1 white knight · c1 white bishop · d1 white queen · e1 white king · f1 white bishop · h1 white rook | 4 |
| 3 | a8 black rook · b8 black knight · c8 black bishop · d8 black queen · e8 black king · f8 black bishop · g8 black knight · h8 black rook · a7 black pawn · b7 black pawn · c7 black pawn · g7 black pawn · h7 black pawn · d6 black pawn · e5 black pawn · f5 black pawn · d4 white pawn · e4 white pawn · f3 white knight · a2 white pawn · b2 white pawn · c2 white pawn · f2 white pawn · g2 white pawn · h2 white pawn · a1 white rook · b1 white knight · c1 white bishop · d1 white queen · e1 white king · f1 white bishop · h1 white rook | a8 black rook · b8 black knight · c8 black bishop · d8 black queen · e8 black king · f8 black bishop · g8 black knight · h8 black rook · a7 black pawn · b7 black pawn · c7 black pawn · g7 black pawn · h7 black pawn · d6 black pawn · e5 black pawn · f5 black pawn · d4 white pawn · e4 white pawn · f3 white knight · a2 white pawn · b2 white pawn · c2 white pawn · f2 white pawn · g2 white pawn · h2 white pawn · a1 white rook · b1 white knight · c1 white bishop · d1 white queen · e1 white king · f1 white bishop · h1 white rook | a8 black rook · b8 black knight · c8 black bishop · d8 black queen · e8 black king · f8 black bishop · g8 black knight · h8 black rook · a7 black pawn · b7 black pawn · c7 black pawn · g7 black pawn · h7 black pawn · d6 black pawn · e5 black pawn · f5 black pawn · d4 white pawn · e4 white pawn · f3 white knight · a2 white pawn · b2 white pawn · c2 white pawn · f2 white pawn · g2 white pawn · h2 white pawn · a1 white rook · b1 white knight · c1 white bishop · d1 white queen · e1 white king · f1 white bishop · h1 white rook | a8 black rook · b8 black knight · c8 black bishop · d8 black queen · e8 black king · f8 black bishop · g8 black knight · h8 black rook · a7 black pawn · b7 black pawn · c7 black pawn · g7 black pawn · h7 black pawn · d6 black pawn · e5 black pawn · f5 black pawn · d4 white pawn · e4 white pawn · f3 white knight · a2 white pawn · b2 white pawn · c2 white pawn · f2 white pawn · g2 white pawn · h2 white pawn · a1 white rook · b1 white knight · c1 white bishop · d1 white queen · e1 white king · f1 white bishop · h1 white rook | a8 black rook · b8 black knight · c8 black bishop · d8 black queen · e8 black king · f8 black bishop · g8 black knight · h8 black rook · a7 black pawn · b7 black pawn · c7 black pawn · g7 black pawn · h7 black pawn · d6 black pawn · e5 black pawn · f5 black pawn · d4 white pawn · e4 white pawn · f3 white knight · a2 white pawn · b2 white pawn · c2 white pawn · f2 white pawn · g2 white pawn · h2 white pawn · a1 white rook · b1 white knight · c1 white bishop · d1 white queen · e1 white king · f1 white bishop · h1 white rook | a8 black rook · b8 black knight · c8 black bishop · d8 black queen · e8 black king · f8 black bishop · g8 black knight · h8 black rook · a7 black pawn · b7 black pawn · c7 black pawn · g7 black pawn · h7 black pawn · d6 black pawn · e5 black pawn · f5 black pawn · d4 white pawn · e4 white pawn · f3 white knight · a2 white pawn · b2 white pawn · c2 white pawn · f2 white pawn · g2 white pawn · h2 white pawn · a1 white rook · b1 white knight · c1 white bishop · d1 white queen · e1 white king · f1 white bishop · h1 white rook | a8 black rook · b8 black knight · c8 black bishop · d8 black queen · e8 black king · f8 black bishop · g8 black knight · h8 black rook · a7 black pawn · b7 black pawn · c7 black pawn · g7 black pawn · h7 black pawn · d6 black pawn · e5 black pawn · f5 black pawn · d4 white pawn · e4 white pawn · f3 white knight · a2 white pawn · b2 white pawn · c2 white pawn · f2 white pawn · g2 white pawn · h2 white pawn · a1 white rook · b1 white knight · c1 white bishop · d1 white queen · e1 white king · f1 white bishop · h1 white rook | a8 black rook · b8 black knight · c8 black bishop · d8 black queen · e8 black king · f8 black bishop · g8 black knight · h8 black rook · a7 black pawn · b7 black pawn · c7 black pawn · g7 black pawn · h7 black pawn · d6 black pawn · e5 black pawn · f5 black pawn · d4 white pawn · e4 white pawn · f3 white knight · a2 white pawn · b2 white pawn · c2 white pawn · f2 white pawn · g2 white pawn · h2 white pawn · a1 white rook · b1 white knight · c1 white bishop · d1 white queen · e1 white king · f1 white bishop · h1 white rook | 3 |
| 2 | a8 black rook · b8 black knight · c8 black bishop · d8 black queen · e8 black king · f8 black bishop · g8 black knight · h8 black rook · a7 black pawn · b7 black pawn · c7 black pawn · g7 black pawn · h7 black pawn · d6 black pawn · e5 black pawn · f5 black pawn · d4 white pawn · e4 white pawn · f3 white knight · a2 white pawn · b2 white pawn · c2 white pawn · f2 white pawn · g2 white pawn · h2 white pawn · a1 white rook · b1 white knight · c1 white bishop · d1 white queen · e1 white king · f1 white bishop · h1 white rook | a8 black rook · b8 black knight · c8 black bishop · d8 black queen · e8 black king · f8 black bishop · g8 black knight · h8 black rook · a7 black pawn · b7 black pawn · c7 black pawn · g7 black pawn · h7 black pawn · d6 black pawn · e5 black pawn · f5 black pawn · d4 white pawn · e4 white pawn · f3 white knight · a2 white pawn · b2 white pawn · c2 white pawn · f2 white pawn · g2 white pawn · h2 white pawn · a1 white rook · b1 white knight · c1 white bishop · d1 white queen · e1 white king · f1 white bishop · h1 white rook | a8 black rook · b8 black knight · c8 black bishop · d8 black queen · e8 black king · f8 black bishop · g8 black knight · h8 black rook · a7 black pawn · b7 black pawn · c7 black pawn · g7 black pawn · h7 black pawn · d6 black pawn · e5 black pawn · f5 black pawn · d4 white pawn · e4 white pawn · f3 white knight · a2 white pawn · b2 white pawn · c2 white pawn · f2 white pawn · g2 white pawn · h2 white pawn · a1 white rook · b1 white knight · c1 white bishop · d1 white queen · e1 white king · f1 white bishop · h1 white rook | a8 black rook · b8 black knight · c8 black bishop · d8 black queen · e8 black king · f8 black bishop · g8 black knight · h8 black rook · a7 black pawn · b7 black pawn · c7 black pawn · g7 black pawn · h7 black pawn · d6 black pawn · e5 black pawn · f5 black pawn · d4 white pawn · e4 white pawn · f3 white knight · a2 white pawn · b2 white pawn · c2 white pawn · f2 white pawn · g2 white pawn · h2 white pawn · a1 white rook · b1 white knight · c1 white bishop · d1 white queen · e1 white king · f1 white bishop · h1 white rook | a8 black rook · b8 black knight · c8 black bishop · d8 black queen · e8 black king · f8 black bishop · g8 black knight · h8 black rook · a7 black pawn · b7 black pawn · c7 black pawn · g7 black pawn · h7 black pawn · d6 black pawn · e5 black pawn · f5 black pawn · d4 white pawn · e4 white pawn · f3 white knight · a2 white pawn · b2 white pawn · c2 white pawn · f2 white pawn · g2 white pawn · h2 white pawn · a1 white rook · b1 white knight · c1 white bishop · d1 white queen · e1 white king · f1 white bishop · h1 white rook | a8 black rook · b8 black knight · c8 black bishop · d8 black queen · e8 black king · f8 black bishop · g8 black knight · h8 black rook · a7 black pawn · b7 black pawn · c7 black pawn · g7 black pawn · h7 black pawn · d6 black pawn · e5 black pawn · f5 black pawn · d4 white pawn · e4 white pawn · f3 white knight · a2 white pawn · b2 white pawn · c2 white pawn · f2 white pawn · g2 white pawn · h2 white pawn · a1 white rook · b1 white knight · c1 white bishop · d1 white queen · e1 white king · f1 white bishop · h1 white rook | a8 black rook · b8 black knight · c8 black bishop · d8 black queen · e8 black king · f8 black bishop · g8 black knight · h8 black rook · a7 black pawn · b7 black pawn · c7 black pawn · g7 black pawn · h7 black pawn · d6 black pawn · e5 black pawn · f5 black pawn · d4 white pawn · e4 white pawn · f3 white knight · a2 white pawn · b2 white pawn · c2 white pawn · f2 white pawn · g2 white pawn · h2 white pawn · a1 white rook · b1 white knight · c1 white bishop · d1 white queen · e1 white king · f1 white bishop · h1 white rook | a8 black rook · b8 black knight · c8 black bishop · d8 black queen · e8 black king · f8 black bishop · g8 black knight · h8 black rook · a7 black pawn · b7 black pawn · c7 black pawn · g7 black pawn · h7 black pawn · d6 black pawn · e5 black pawn · f5 black pawn · d4 white pawn · e4 white pawn · f3 white knight · a2 white pawn · b2 white pawn · c2 white pawn · f2 white pawn · g2 white pawn · h2 white pawn · a1 white rook · b1 white knight · c1 white bishop · d1 white queen · e1 white king · f1 white bishop · h1 white rook | 2 |
| 1 | a8 black rook · b8 black knight · c8 black bishop · d8 black queen · e8 black king · f8 black bishop · g8 black knight · h8 black rook · a7 black pawn · b7 black pawn · c7 black pawn · g7 black pawn · h7 black pawn · d6 black pawn · e5 black pawn · f5 black pawn · d4 white pawn · e4 white pawn · f3 white knight · a2 white pawn · b2 white pawn · c2 white pawn · f2 white pawn · g2 white pawn · h2 white pawn · a1 white rook · b1 white knight · c1 white bishop · d1 white queen · e1 white king · f1 white bishop · h1 white rook | a8 black rook · b8 black knight · c8 black bishop · d8 black queen · e8 black king · f8 black bishop · g8 black knight · h8 black rook · a7 black pawn · b7 black pawn · c7 black pawn · g7 black pawn · h7 black pawn · d6 black pawn · e5 black pawn · f5 black pawn · d4 white pawn · e4 white pawn · f3 white knight · a2 white pawn · b2 white pawn · c2 white pawn · f2 white pawn · g2 white pawn · h2 white pawn · a1 white rook · b1 white knight · c1 white bishop · d1 white queen · e1 white king · f1 white bishop · h1 white rook | a8 black rook · b8 black knight · c8 black bishop · d8 black queen · e8 black king · f8 black bishop · g8 black knight · h8 black rook · a7 black pawn · b7 black pawn · c7 black pawn · g7 black pawn · h7 black pawn · d6 black pawn · e5 black pawn · f5 black pawn · d4 white pawn · e4 white pawn · f3 white knight · a2 white pawn · b2 white pawn · c2 white pawn · f2 white pawn · g2 white pawn · h2 white pawn · a1 white rook · b1 white knight · c1 white bishop · d1 white queen · e1 white king · f1 white bishop · h1 white rook | a8 black rook · b8 black knight · c8 black bishop · d8 black queen · e8 black king · f8 black bishop · g8 black knight · h8 black rook · a7 black pawn · b7 black pawn · c7 black pawn · g7 black pawn · h7 black pawn · d6 black pawn · e5 black pawn · f5 black pawn · d4 white pawn · e4 white pawn · f3 white knight · a2 white pawn · b2 white pawn · c2 white pawn · f2 white pawn · g2 white pawn · h2 white pawn · a1 white rook · b1 white knight · c1 white bishop · d1 white queen · e1 white king · f1 white bishop · h1 white rook | a8 black rook · b8 black knight · c8 black bishop · d8 black queen · e8 black king · f8 black bishop · g8 black knight · h8 black rook · a7 black pawn · b7 black pawn · c7 black pawn · g7 black pawn · h7 black pawn · d6 black pawn · e5 black pawn · f5 black pawn · d4 white pawn · e4 white pawn · f3 white knight · a2 white pawn · b2 white pawn · c2 white pawn · f2 white pawn · g2 white pawn · h2 white pawn · a1 white rook · b1 white knight · c1 white bishop · d1 white queen · e1 white king · f1 white bishop · h1 white rook | a8 black rook · b8 black knight · c8 black bishop · d8 black queen · e8 black king · f8 black bishop · g8 black knight · h8 black rook · a7 black pawn · b7 black pawn · c7 black pawn · g7 black pawn · h7 black pawn · d6 black pawn · e5 black pawn · f5 black pawn · d4 white pawn · e4 white pawn · f3 white knight · a2 white pawn · b2 white pawn · c2 white pawn · f2 white pawn · g2 white pawn · h2 white pawn · a1 white rook · b1 white knight · c1 white bishop · d1 white queen · e1 white king · f1 white bishop · h1 white rook | a8 black rook · b8 black knight · c8 black bishop · d8 black queen · e8 black king · f8 black bishop · g8 black knight · h8 black rook · a7 black pawn · b7 black pawn · c7 black pawn · g7 black pawn · h7 black pawn · d6 black pawn · e5 black pawn · f5 black pawn · d4 white pawn · e4 white pawn · f3 white knight · a2 white pawn · b2 white pawn · c2 white pawn · f2 white pawn · g2 white pawn · h2 white pawn · a1 white rook · b1 white knight · c1 white bishop · d1 white queen · e1 white king · f1 white bishop · h1 white rook | a8 black rook · b8 black knight · c8 black bishop · d8 black queen · e8 black king · f8 black bishop · g8 black knight · h8 black rook · a7 black pawn · b7 black pawn · c7 black pawn · g7 black pawn · h7 black pawn · d6 black pawn · e5 black pawn · f5 black pawn · d4 white pawn · e4 white pawn · f3 white knight · a2 white pawn · b2 white pawn · c2 white pawn · f2 white pawn · g2 white pawn · h2 white pawn · a1 white rook · b1 white knight · c1 white bishop · d1 white queen · e1 white king · f1 white bishop · h1 white rook | 1 |
|   | a | b | c | d | e | f | g | h |   |

Sau nước 3.d4 của Trắng, Đen có một ý đồ tấn công "hung hăng" đó là 3...f5!? (xem hình), ngày nay nó được gọi là Philidor Counter Gambit, đây là 1 nước đi được chính Philidor đề xuất. Theo ông, Đen cũng vẫn có thể chơi 3...f5 nếu Trắng chơi 3.Tc4, điều này sẽ dẫn đến một tình thế độc đáo khi 3.Tc4 f5 4.d3 c6, tiếp theo có thể là f5–f4, b7–b5, a7–a5, thậm chí g7–g5 và h7–h5, lúc này tất cả các quân Tốt Đen đã di chuyển trước các quân Đen khác.
Vào thế kỷ 19, nước 3...f5 cũng đã được chơi bởi Paul Morphy. Nước đi này dẫn đến những thế trận mở hơn các diễn biến khác, nhưng nó cũng thường được xem là đáng ngờ. Một số ý kiến khác cho rằng 3...f5 là một ý tưởng có giá trị. Đại kiện tướng Tony Kosten đã phân tích nước đi với một sự tôn trọng trong chuyên khảo của mình về khai cuộc. Nước đi này cũng từng được chơi bởi David Bronstein và Teimour Radjabov.
Những phương án chủ yếu khác sau 3.d4 f5 là:
- 4. Tc4, xong Đen có thể trả lời bằng 4... exd4
- 4. Mc3, câu trả lời tốt nhất cho Đen là 4... exd4[14]
- 4. dxe5 buộc Đen phải phức tạp hóa vấn đề hơn với 4... fxe4
- 4. exf5 e4

Tất cả các phương án trên đem đến cho Trắng một chút lợi thế nếu cả hai bên chơi đúng.

### 3...Tg4?!
Một nước yếu hơn đó là 3...Tg4?!, với dự định 4. dxe5 Txf3 (hoặc Đen có thể thí một Tốt bằng nước 4...Md7?!, phương án này được biết đến với cái tên Gambit Duke of Brunswick) 5. Hxf3 dxe5 6. Tc4, điều này giúp Trắng có lợi thế có cặp Tượng trong thế trận mở. (Bây giờ nếu Đen chơi 6...Mf6? sẽ khiến họ thua một Tốt sau khi 7.Hb3. Diễn biến này đã xảy ra trong ván đấu "Opera Box game", khi đó Morphy cầm quân Trắng đã từ chối không ăn hơn Tốt mà thay vào đó lựa chọn cách duy trì thế chủ động lớn sau khi 7...Qe7 8.Nc3.)

## Phương án 3.Tc4
Nước đi này làm chậm nước d2-d4 tấn công trung tâm, hoặc Trắng có thể từ bỏ nước đi đó và thay thế bằng d2-d3. 3.Tc4 cũng là một cách mà Trắng có thể nỗ lực tiến đến Bẫy Legal. Nếu Đen chơi 3...Mc6 sẽ dẫn đến Semi-Italian Opening.